# Russells Teekanne
Russells Teekanne (englisch Russell’s teapot) ist eine Analogie, die Bertrand Russell (1872–1970) in einem Artikel mit dem Titel Is There a God? als Reductio ad absurdum diente. Sie sollte veranschaulichen, dass die Beweislast einer Behauptung bei dem liegt, der sie aufstellt, und keinesfalls eine Widerlegungspflicht bei anderen besteht. Der Artikel wurde 1952 vom Londoner Magazin Illustrated in Auftrag gegeben und von Bertrand Russell verfasst, jedoch nicht publiziert. Er findet sich im Nachlass sowohl als handschriftliches Diktat (geschrieben von Edith Russell am 5. März 1952) sowie als Typoskript.
Russell beschrieb dort eine hypothetische Teekanne, die im Weltraum zwischen Erde und Mars um die Sonne kreise und so klein sei, dass sie mit Teleskopen nicht gefunden werden könne. Falls er ohne weitere Beweise behaupten würde, dass eine solche Teekanne existiere, könne man nicht erwarten, dass ihm jemand glaubt, bloß weil es unmöglich sei, das Gegenteil zu beweisen. Russell wandte die Analogie logisch-philosophisch direkt auf Religionen an, indem er das Glauben an die Teekanne mit dem Glauben an Gott verglich.
1958 nutzte Bertrand Russell dieselbe Analogie in ähnlicher Formulierung ein weiteres Mal. Zahlreiche danach erschienene philosophisch-literarische Werke zum Thema Theismus und Atheismus nehmen seither Referenz auf die Analogie der Teekanne. Die nunmehr als „Russells Teekanne“ bezeichnete Analogie wird häufig in Diskussionen über einen Gottesbeweis angeführt. Entgegen der ursprünglichen Intention nutzten Atheisten die Teekanne auch als Religionsparodie (Teapotismus).

## Beschreibung
Bertrand Russell wurde am 18. Mai 1872 geboren. Seine aus einer Adelsfamilie stammenden Eltern wollten ihre Kinder vor dem Einfluss der als Übel angesehenen Religion bewahren. Seine Mutter und seine Schwester Rachel (vier Jahre älter als Bertrand) verstarben im Jahr 1874. Nach dem Tod seines Vaters 1876 wurden er und sein Bruder Frank (sieben Jahre älter) von ihrer gläubigen Großmutter väterlicherseits erzogen, die in Bezug auf Wissenschaft und soziale Gerechtigkeit fortschrittliche Ansichten vertrat und einen deutlichen Einfluss auf ihn ausübte. Russell studierte Mathematik und gilt als einer der Väter der Analytischen Philosophie.  Er verfasste eine Vielzahl von Werken zu philosophischen, mathematischen und gesellschaftlichen Themen, war die treibende Kraft des Russell-Einstein-Manifests. In seinem Essay Warum ich kein Christ bin (1927; erw. 1957) erklärt er, Religion sei ein Übel, eine Krankheit, die sich vor allem auf Angst, der Mutter der Grausamkeit, gründe, eine Sklavenreligion, die bedingungslose Unterwerfung verlange, den altorientalischen Gewaltherrschaften entstamme und eines freien Menschen unwürdig sei. Im Artikel Is There a God?, in Auftrag gegeben vom Magazin Illustrated im Jahre 1952 (aber letztendlich nicht gedruckt), schrieb Russell:

„Viele Orthodoxe tun so, als ob es Aufgabe der Skeptiker wäre, die vorgegebenen Dogmen zu widerlegen, anstatt die der Dogmatiker, sie zu beweisen. Das ist natürlich ein Fehler.
Wenn ich behaupten würde, dass es zwischen Erde und Mars eine Teekanne aus Porzellan gäbe, die auf einer elliptischen Bahn um die Sonne kreise, so könnte niemand meine Behauptung widerlegen, vorausgesetzt, ich würde vorsichtshalber hinzufügen, dass diese Kanne zu klein sei, um selbst von unseren leistungsfähigsten Teleskopen entdeckt werden zu können. Aber wenn ich nun daherginge und sagte, da meine Behauptung nicht zu widerlegen sei, sei es eine unerträgliche Anmaßung menschlicher Vernunft, diese anzuzweifeln, dann könnte man zu Recht annehmen, ich würde Unsinn erzählen. Wenn jedoch in antiken Büchern die Existenz einer solchen Teekanne bekräftigt würde, dies jeden Sonntag als heilige Wahrheit gelehrt und in die Köpfe der Kinder in der Schule eingeimpft würde, dann würde das Anzweifeln ihrer Existenz zu einem Zeichen von Normverletzung werden. Es würde dem Zweifler in einem aufgeklärten Zeitalter die Aufmerksamkeit eines Psychiaters oder, in einem früheren Zeitalter, die Aufmerksamkeit eines Inquisitors einbringen.“

1958 nutzte Russell die Analogie abermals:

„Ich sollte mich als Agnostiker bezeichnen. Aber für alle praktischen Zwecke bin ich Atheist. Ich denke nicht, dass die Existenz des christlichen Gottes wahrscheinlicher ist als die Existenz der Götter des Olymp oder von Walhall. Um ein anderes Bild zu bemühen: Niemand kann beweisen, dass es zwischen der Erde und dem Mars keine Porzellan-Teekanne gibt, die sich auf einer elliptischen Umlaufbahn bewegt, aber niemand hält dies für wahrscheinlich genug, als dass es realistischerweise erwogen werden müsste. Ich halte den christlichen Gott für ebenso unwahrscheinlich.“

## Analyse

### Peter Atkins
Der Chemiker Peter Atkins schrieb in Schöpfung ohne Schöpfer, dass die Kernaussage von Russells Teekanne sei, dass es keine Verpflichtung gibt, unbegründete Behauptungen zu widerlegen. Ockhams Rasiermesser deute darauf hin, dass die einfachere Theorie mit weniger Behauptungen (z. B. ein Universum ohne übernatürliche Wesen) eher der Ausgangspunkt in der Diskussion sein sollte als die komplexere Theorie.

### Richard Dawkins
In seinen Büchern A Devil’s Chaplain (2003) und Der Gotteswahn (2006) benutzte der Ethologe Richard Dawkins die Teekanne als Analogie zu einem Argument gegen das, was er als agnostische Vermittlungsposition bezeichnet, eine Vorgehensweise der intellektuellen Beschwichtigung, die es Bereichen der Philosophie zugesteht, sich ausschließlich mit religiösen Angelegenheiten zu beschäftigen. Die Wissenschaft hat keine Möglichkeit, die Existenz oder Nicht-Existenz eines Gottes nachzuweisen. Gemäß dem agnostischen Vermittler würden deshalb Glaube und Unglaube an ein höchstes Wesen denselben Respekt und dieselbe Aufmerksamkeit verdienen, denn dies sei eine Frage des individuellen Geschmacks. Dawkins verwendet die Teekanne als reductio ad absurdum dieser Position: Wenn der Agnostizismus verlangt, den Glauben und Unglauben an ein höchstes Wesen gleichermaßen zu respektieren, muss er den Glauben an eine Teekanne im Orbit ebenso respektieren, da deren Existenz wissenschaftlich genauso plausibel ist wie die Existenz eines höchsten Wesens.

### Paul Chamberlain
Der Philosoph Paul Chamberlain entgegnete, dass es logisch fehlerhaft sei, zu behaupten, dass positive Aussagen eine Beweislast tragen und negative Aussagen nicht. Er schrieb, dass alle Behauptungen eine Beweislast tragen, auch die Existenz von Mother Goose, der Zahnfee, dem fliegenden Spaghettimonster und sogar Russells Teekanne. Es wäre absurd, jemanden aufzufordern, ihre Nicht-Existenz zu beweisen. Die Beweislast liege bei denjenigen, die behaupten, dass diese fiktionalen Charaktere existieren.
Würde man an Stelle dieser fiktiven Charaktere jedoch reale Menschen einsetzen, wie Platon, Nero, Winston Churchill oder George Washington, würde deutlich, dass jeder, der die Existenz dieser Menschen verleugnet, eine Beweislast habe, die in gewisser Weise größer sei als die Beweislast der Person, die behauptet, dass sie existiere. Chamberlain argumentierte, dass der Glaube an Russells Teekanne nicht mit dem Glauben an Gott vergleichbar sei, weil Milliarden nachdenkliche und intelligente Menschen von der Existenz Gottes überzeugt seien.

### Brian Garvey
Der Philosoph Brian Garvey argumentierte, dass die Teekannen-Analogie in Bezug auf die Religion versage, weil bei der Teekanne Gläubige und Nichtgläubige über einen Gegenstand im Universum einfach unterschiedlicher Meinung seien, alle anderen Überzeugungen über das Universum hingegen teilen können, was aber nicht für Atheisten und Theisten gelte. Garvey argumentierte, dass es nicht darum gehe, dass der Theist die Existenz einer Sache behauptet und der Atheist sie leugnet – jeder habe eine alternative Erklärung, warum der Kosmos existiert und wie er entstanden ist: „Der Atheist bezweifelt nicht nur eine Existenz, die der Theist bekräftigt – der Atheist ist darüber hinaus der Ansicht, dass Gott nicht der Grund für den Zustand des Universums ist. Entweder gibt es dafür einen anderen oder eben gar keinen Grund.“

### Peter van Inwagen
Der Philosoph Peter van Inwagen bezeichnete die Analogie als ein schönes Beispiel Russellscher Rhetorik, seine logische Argumentationsweise sei hingegen unklar, und wenn man sie präzisieren wollte, würde sie sich als wenig stichhaltig erweisen.

### Alvin Carl Plantinga
Im Interview mit Gary Gutting für den New-York-Times-Philosophie-Blog The Stone sagte Alvin Plantinga 2014, dass es viele Argumente gegen den Teapotismus gäbe. So sei der einzige Weg, eine Teekanne in die Umlaufbahn um die Sonne zu bekommen, wenn ein Land mit einer ausreichend entwickelten Raketentechnik diese Teekanne in die Umlaufbahn geschossen hätte. Kein Land mit solchen Fähigkeiten verschwende derart seine Ressourcen; außerdem hätte man von einem solchen Vorgang in den Nachrichten erfahren. Würde man den Glauben an Russells Teekanne auf die gleiche Stufe stellen wie den Glauben an Gott, müsste es ähnliche Argumente gegen den Glauben an Gott geben.

### Eric Reitan
Der Philosoph Eric Reitan stellte den Glauben an Gott in seinem Buch Is God a Delusion? dem Glauben an Russells Teekanne, an Feen und an den Weihnachtsmann gegenüber. Er argumentierte, dass der Glaube an Gott anders sei als der Glaube an eine Teekanne, weil eine Teekanne ein physisches Objekt und daher prinzipiell verifizierbar sei. Der wesentliche Unterschied zwischen Gott und Russells Teekanne sei, dass Gott für die ethisch-religiöse Hoffnung eines grundsätzlich gütigen Universums stehe.

## Ähnliche Analogien
Andere Denker haben ähnliche unwiderlegbare Analogien aufgestellt.
John Bagnell Bury schrieb in seinem 1913 erschienenen Buch History of Freedom of Thought:

“Some people speak as if we were not justified in rejecting a theological doctrine unless we can prove it false. But the burden of proof does not lie upon the rejecter. I remember a conversation in which, when some disrespectful remark was made about hell, a loyal friend of that establishment said triumphantly, "But, absurd as it may seem, you cannot disprove it." If you were told that in a certain planet revolving around Sirius there is a race of donkeys who speak the English language and spend their time in discussing eugenics, you could not disprove the statement, but would it, on that account, have any claim to be believed? Some minds would be prepared to accept it, if it were reiterated often enough, through the potent force of suggestion.”

„Manche Leute reden so, als hätten wir nicht das Recht, eine unwiderlegbare theologische Lehre abzulehnen. Aber die Beweislast liegt nicht beim Ablehner. Ich entsinne mich einer Unterhaltung, in der eine respektlose Bemerkung über die Hölle fiel und ein loyaler Freund dieser Einrichtung triumphierend meinte: „Aber, so absurd sie scheinen mag, Sie können sie nicht widerlegen“. Wenn Ihnen gesagt würde, dass in einem bestimmten Planeten, der um Sirius kreist, eine Rasse von Eseln lebt, die die englische Sprache spricht und ihre Zeit damit verbringt, über Eugenik zu diskutieren, könnten Sie die Aussage nicht widerlegen, aber wäre das aus diesem Grund glaubwürdig? Manche Köpfe wären bereit das anzunehmen, wenn es nur oft genug wiederholt würde, durch die mächtige Kraft der Suggestion.“

Der Philosoph Peter Boghossian stellte zu der Aussage: “You can’t prove there’s not a God.” "Du kannst nicht beweisen, dass es Gott nicht gibt." in seinem Buch A Manual for Creating Atheists folgende Gegenfrage:

“Do you believe there are little blue men living inside the planet Venus?”

„Glaubst du, dass kleine blaue Menschen im Inneren des Planeten Venus leben?“

Über mögliche Antworten schrieb er:

“If they say “yes,” then I change the color to yellow. I continue to change the color until they admit that not all the men I’ve described can physically live inside the planet. […] If they say “no,” I reply, “Why not? You can’t prove it not to be true.” […] If they respond, “I don’t know,” to the question of little blue men living inside Venus, I ask them why they don’t take the same stance with God and say, “I don’t know.” […] Finally, I ask, “What evidence could I give you that would prove God doesn’t exist? Can you please give me a specific example of exactly what that evidence would look like?””

„Wenn jemand „Ja“ sagt, wechsle ich die Farbe zu Gelb. Ich ändere weiter die Farbe, bis man zugibt, dass nicht alle Menschen, die ich beschrieben habe, physisch auf dem Planeten leben können. […] Wenn jemand "nein" sagt, antworte ich: "Warum nicht? Du kannst nicht beweisen, dass es nicht der Fall ist." […] Wenn jemand auf die Frage der kleinen blauen Menschen, die in der Venus wohnen, mit "Ich weiß es nicht" antwortet, frage ich, warum dieser nicht dieselbe Haltung bezüglich Gott einnimmt und sagt: "Ich weiß es nicht." […] Zum Schluss frage ich: "Welche Beweise könnte ich dir geben, die beweisen, dass Gott nicht existiert? Kannst du mir bitte ein konkretes Beispiel dafür nennen, wie diese Beweise genau aussehen würden?"“

Der Astronom Carl Sagan behauptet in seinem Buch The Demon-Haunted World, es gäbe einen feuerspuckenden Drachen in seiner Garage. Würde ihn jemand sehen wollen, entgegnet Sagan, der Drache sei unsichtbar. Würde man ihn anfassen wollen, erwidert Sagan, der Drache sei immateriell. Würde jemand seine Fußspuren sehen wollen, antwortet Sagan, der Drache würde schweben. Würde man mit einem Infrarot-Sensor versuchen, das Feuer nachzuweisen, wird entgegnet, der Drache wäre hitzelos.

“Now, what’s the difference between an invisible, incorporeal, floating dragon who spits heatless fire and no dragon at all? If there’s no way to disprove my contention, no conceivable experiment that would count against it, what does it mean to say that my dragon exists?”

„Was ist nun der Unterschied zwischen einem unsichtbaren, unkörperlichen, schwebenden Drachen, der hitzeloses Feuer spuckt und überhaupt keinem Drachen? Wenn es keine Möglichkeit gibt, meine Behauptung zu widerlegen, kein vorstellbares Experiment, das gegen die Behauptung sprechen würde, was bedeutet es zu sagen, dass mein Drache existiert?“

Carl Sagan stellte damit in Frage, ob es sinnvoll sei, die Existenz von etwas anzunehmen, wenn diese Existenz keine (messbaren) Auswirkungen hat. Gleichzeitig kritisierte er die von ihm wahrgenommene Verteidigungshaltung der Gläubigen, immer neue Erklärungen hervorzubringen, warum Gott nicht sichtbar sei und auch mit anderen Methoden nicht nachgewiesen werden könne.

## Einfluss

Eine Abbildung des unsichtbaren rosafarbenen Einhorns im Stil eines Wappentiers

Das Konzept von Russells Teekanne hat mehrere Religionsparodien explizit beeinflusst, wie das unsichtbare rosafarbene Einhorn und das fliegende Spaghettimonster.
Der Rockmusiker Daevid Allen veröffentlichte mit der von ihm gegründeten Band Gong unter anderem das Album Flying Teapot und beschrieb Russells Teekanne in seinem Buch Gong Dreaming.